# Begonia hekouensis
Espèce
Synonymes
- Begonia gesnerioides S. H. Huang & Y. M. Shui[2]
- Begonia gesnerioides S.H.Huang & Y.M.Shui[1]

Begonia hekouensis est une espèce de plantes de la famille des Begoniaceae.
L'espèce fait partie de la section Platycentrum.
Elle a été décrite en 1999 par Shu Hua Huang.

## Répartition géographique
Cette espèce est originaire du pays suivant : Chine.